# Ouratea liesneri
Ouratea liesneri är en tvåhjärtbladig växtart som beskrevs av C. Sastre. Ouratea liesneri ingår i släktet Ouratea och familjen Ochnaceae. Inga underarter finns listade i Catalogue of Life.